# Möbius (Mondkrater)
Möbius  ist ein Mondkrater in der nördlichen Hemisphäre auf der Mondrückseite nahe dem Mare Marginis.